# Coopération transfrontalière
 (juillet 2010).
La coopération transfrontalière est une coopération visant à renforcer et à développer les rapports de voisinage entre collectivités ou autorités territoriales relevant de deux ou plusieurs États. L'un des principes de base de la coopération transfrontalière est de créer des liens et des relations contractuelles dans des régions frontalières afin que des solutions communes à des problèmes communs puissent être trouvées. En Europe, la coopération transfrontalière a été formalisée par la Convention-cadre européenne sur la coopération transfrontalière des collectivités ou autorités territoriales, dite Convention de Madrid, signée par les États membres du Conseil de l'Europe.

## Définition
La coopération transfrontalière a été définie en 1980 dans l'article 2 de la Convention de Madrid. Il y est précisé qu'"est considérée comme coopération transfrontalière […] toute concertation visant à renforcer et à développer les rapports de voisinage entre collectivités ou autorités territoriales relevant de deux ou plusieurs Parties contractantes, ainsi que la conclusion des accords et des arrangements utiles à cette fin."
La Mission opérationnelle transfrontalière (MOT) a précisé cette définition dans un Guide pratique de la coopération transfrontalière paru en 2006. Il s'agit d'"une démarche de coopération de proximité entre des entités publiques locales contigües relevant d'ordres juridiques nationaux différents autour de problématiques communes".

## Histoire de la coopération transfrontalière en Europe

### 1945 - 1979: le temps des pionniers
Les premières formes de la coopération transfrontalière, qui ne sera reconnue juridiquement qu'en 1980 au moyen d'une convention du Conseil de l'Europe, apparaissent dans l'immédiat après-guerre. Le rapprochement des collectivités territoriales a été favorisé par le développement des échanges économiques, culturels ou sociaux entre les États européens.
Le 8 mai 1946, l'aéroport de Bâle-Mulhouse est inauguré après avoir été construit par la Suisse sur territoire français. Trois plus tard, une convention franco-suisse vient régler les modalités de coopération entre les deux pays. En 1987, il sera renommé EuroAirport Basel-Mulhouse-Freiburg et deviendra donc un aéroport trinational.
En 19 octobre 1951, toujours dans la région du Rhin Supérieur, le port autonome de Strasbourg et le Land de Bade signent un accord permettant la création d'une administration commune du port de Kehl. La direction et le conseil d'administration sont composés paritairement de représentants français et allemands.
En 1958, la première eurorégion voit le jour à la frontière germano-néerlandaise, autour de la ville de Gronau. Elle prend le nom d'Euregio.
En 1963, les autorités suisses concernées par la coopération transfrontalière dans le Rhin Supérieur se regroupent et forment la Regio Basiliensis. Deux ans plus tard, les autorités françaises de la région de Mulhouse font de même en créant la Regio du Haut-Rhin. Entre deux, la Communauté d'Intérêts Moyenne Alsace - Breisgau (CIMAB) avait été créée pour examiner, notamment, les questions de transports, d'environnement et d'économie.
Lors de la conférence internationale d'aménagement régional à Bâle, en 1965, la création d'une association regroupant les régions frontalières est évoquée pour la première fois.
En septembre 1971, l'Association des régions frontalières européennes (ARFE) voit le jour, fondée par une dizaine de régions frontalières européennes.
Le 12 juillet 1973, la canton de Genève, en Suisse, et les départements français de l'Ain et de la Haute-Savoie procèdent à un échange de lettres donnant naissance au Comité régional franco-genevois (CRFG). Le but de ce comité est de résoudre les problèmes liés à la vie dans une région transfrontalière.
Le 22 octobre 1975, les gouvernements français, allemands et suisses signent l'Accord intergouvernemental de Bonn qui crée une Conférence franco-germano-suisse du Rhin supérieur, un comité tripartite pour le sud de la région et un comité bipartite pour le nord de la région.
Deux ans plus tard, ce sont des pays nordiques qui, sous l'égide du Conseil nordique, signent un accord sur la coopération transfrontalière entre le Danemark, la Finlande, la Norvège et la Suède. L'accord s'applique à l'ensemble des frontières communes entre ces États.

### 1980 - 1990: La reconnaissance officielle de la coopération
Le 21 mai 1980, des États membres du Conseil de l'Europe signent la Convention-cadre européenne sur la coopération transfrontalière des collectivités ou autorités territoriales, dite Convention de Madrid. Les parties contractantes s'engagent à faciliter et à promouvoir la coopération transfrontalière. Elle est considérée comme "l'acte fondateur du cadre juridique de la coopération transfrontalière des collectivités et autorités territoriales en Europe". Elle ne contient pas de dispositions opérationnelles, mais est accompagnée de modèles d'accords interétatiques et d'accords à conclure entre collectivités territoriales.
Le 12 septembre 1986, les États du Benelux signent une Convention concernant la coopération transfrontalière entre collectivités ou autorités territoriales.
Au début de l'année 1987, les cantons de Genève, de Vaud et du Valais ainsi que les départements de l'Ain et de la Haute-Savoie signent un accord créant le Conseil du Léman, visant à coordonner les activités de ses membres, notamment dans les domaines économiques et culturels.
La même année, les autorités locales de la vallée de la Torne, entre la Suède et la Finlande, ont fondé le Tornedalsrådet, c'est-à-dire le conseil de la vallée de la Torne. Partie des questions de pêche au saumon, de rafting et de traversée de la rivière, la coopération concerne désormais l'ensemble du développement de la vallée. Toujours en 1987, les villes finlandaise de Tornio et suédoise d'Haparanda créent la Provincia Bothniensis pour structurer une coopération transfrontalière démarrée dès les années 1960.

### Dès 1990: Une coopération encouragée par l'Union européenne
En 1990, la Commission européenne met sur pied la première génération de programmes INTERREG de coopération transfrontalière. Depuis lors, ces programmes ont financé de très nombreux projets de coopération aux frontières intérieures et extérieures de l'Union européenne. Le début des années 1990 marque également l'entrée des États d'Europe centrale et orientale dans le Conseil de l'Europe et le développement de la coopération transfrontalière dans cette région également.
Le 22 mai 1990, une convention intergouvernementale entre le canton du Valais et la Vallée d'Aoste donne naissance au Conseil Valais-Vallée d'Aoste du Grand St-Bernard. Un peu plus d'une année plus tard, en octobre 1991, l'Espace Mont-Blanc franco-italo-suisse est créé dans la même région.
Le 25 juin 1991, l'Allemagne et les Pays-Bas signent l'Accord d'Isselburg-Anholt sur la coopération transfrontalière. Moins d'une année plus tard, le 20 janvier 1992, la Finlande et la fédération de Russie signent un accord du même genre. Le 27 janvier 1993, c'est au tour de l'Italie et de l'Autriche, puis, le 24 février 1993, de l'Italie et de la Suisse. À la fin de l'année 1993, le 26 novembre, la France et l'Italie signent à leur tour un accord sur la coopération transfrontalière, l'Accord de Rome.
Le 19 janvier 1995, le canton du Tessin, en Suisse, et les provinces italiennes de Côme, Varèse et Verbano-Cusio-Ossola créent la Regio Insubrica.
Le 10 mars de la même année, le Traité de Bayonne consacre à la reconnaissance de la coopération transfrontalière entre la France et l'Espagne.
Le 9 novembre, un protocole additionnel à la Convention de Madrid de 1981 est signé sous l'égide du Conseil de l'Europe. Cet accord reconnaît aux collectivités territoriales le droit de conclure des accords de coopération transfrontalière et de créer des organismes de coopération transfrontalière autonomes, dotés de la personnalité juridique.
Le 15 décembre, la région suédoise de Scanie, le Land allemand de Mecklembourg-Poméranie-Occidentale et la voïvodie polonaise de Poméranie occidentale fondent l'Euroregion Pomerania.
Le 23 janvier 1996, le Luxembourg, la Suisse, l'Allemagne et la France signent l'Accord de Karlsruhe qui règle la coopération transfrontalière entre les collectivités territoriales et organismes publics locaux. Il met en œuvre le protocole additionnel à la Convention de Madrid signé une année plus tôt. Peu après, à Mayence, la Région Wallonne, la Communauté germanophone de Belgique et les Länder allemands de Rhénanie Palatinat et de Rhénanie du Nord-Westphalie signent eux aussi un accord.
En 1997, la DATAR décide de créer la Mission opérationnelle transfrontalière (MOT), une association regroupant les collectivités frontalières et transfrontalières aux frontières françaises.
Le 24 février 2000, les régions finlandaises de Kainuu, de Carélie-du-Nord et de l'Ostrobotnie du Nord, ainsi que la République de Carélie, en Russie, créent l'Euregio Karelia.
Le 16 février 2002, l'accord de Bruxelles est signé entre la France, la Belgique, la Région flamande, la Région wallonne et la Communauté française. La France dispose désormais de tels accords avec tous ses voisins. En octobre 2003, l'Espagne et le Portugal concluent l'Accord de Valence.
En janvier 2004, une dizaine de villes frontalières européennes jumelles lancent le projet City Twins Co-operation Network dans le cadre du programme INTERREG IIIC. Le but est de renforcer le développement local des villes jumelles en échangeant des expériences entre les différentes villes européennes.
- 5 juillet 2006 : adoption du règlement européen instituant le Groupement européen de coopération territoriale (GECT)
- 26 janvier 2007 : création de l'Eurodistrict trinational de Bâle
- 10 octobre 2007 : création de l'Eurorégion Alpes-Méditerranée.
- 28 janvier 2008 : création de l'Eurométropole Lille-Kortrijk-Tournai.
- 3 avril 2009 ; création du GECT West-Vlaanderen/Flandre-Dunkerque-Côte d’Opale
- 6 mai 2010 : création de l'Eurodistrict SaarMoselle.

## Caractéristiques principales
La coopération transfrontalière se traduit dans les faits par des projets portant sur des enjeux ou des problèmes communs.
La coopération transfrontalière ne constitue en aucun cas une compétence supplémentaire pour les collectivités territoriales. Ces dernières ne peuvent coopérer que dans les limites des compétences qui leur sont attribuées par leurs législations nationales. Elles sont par ailleurs obligées de respecter les engagements internationaux pris par leurs États nationaux respectifs. La coopération transfrontalière représente en revanche pour les collectivités une opportunité supplémentaire d'utiliser leurs compétences.
Dans de nombreux États, les collectivités territoriales peuvent signer des conventions de coopération ou créer des organismes de coopération, parfois dotés de la personnalité juridique. Ces organismes, décrits dans le chapitre suivant, peuvent notamment découler des accords signés dans le cadre du Conseil de l'Europe ou du droit de l'Union européenne.

## Les formes de la coopération transfrontalière
Les formes juridiques de la coopération transfrontalière sont extrêmement diversifiées.
- Eurodistricts
- Eurorégions
- Groupement européen de coopération territoriale (GECT)
- Groupement eurorégional de coopération (GEC)
- Conférence TransJurassienne

Certaines régions optent pour une coopération transfrontalière plus informelle, sous forme de réseau permettant l'échange de bonnes pratiques mais sans personnalité juridique, comme l'Arc Manche.

## Obstacles
La coopération transfrontalière, même si elle a beaucoup progressé en Europe depuis l'après-guerre, n'est pas un processus facile. Au contraire, elle rencontre de nombreux obstacles, parmi lesquels il faut citer:
- La grande variété des systèmes administratifs nationaux qui fait que les collectivités territoriales d'un pays n'ont que rarement les mêmes compétences ou les mêmes ressources que celles du pays voisin[9].
- Le fait qu'une organisation transfrontalière ne puisse avoir la personnalité juridique qu'en vertu du droit d'un seul pays[9].
- Les limitations faites à la plupart des collectivités territoriales dans les compétences et les responsabilités qu'elles peuvent déléguer à un organisme transfrontalier[9].